# Peugeot 908 HDi FAP
De Peugeot 908 HDi FAP is een auto gebouwd door Peugeot om deel te nemen in de LMP1 klasse tijdens de 24 uur van Le Mans. Deze auto debuteerde in 2007. Peugeot gaat met deze diesel de strijd aan met Audi, dat eveneens deelneemt met een diesel. Peugeot maakte eerder al de "concept car" 908RC, dit is echter niet dezelfde auto. 

## Technisch
De auto wordt aangedreven door een 5.5 liter, V12 HDi diesel motor. Deze motor levert 675 pk. De auto is voorzien van een elektrisch-pneumatische versnellingsbak met 6 versnellingen. Peugeot heeft technische ondersteuning van Bosch, Total en Michelin.

## Prestaties
Peugeot is er tot 2008 niet in geslaagd om Audi te verslaan tijdens de 24 uur van Le Mans. De Le Mans Series worden echter wel gedomineerd door Peugeot.
In 2009 heeft Peugeot de wereld beroemde 24 uur van Le Mans gewonnen door middel van het bezetten van de 1ste en 2de plaats, Audi was hier, met de Audi R15, derde geworden.